# Konstantin Ustinovich Chernenko
Konstantin Ustinovich Chernenko (tiếng Nga: Константи́н Усти́нович Черне́нко, Konstantin Ustinovič Černenko; 24 tháng 9 năm 1911 – 10 tháng 3 năm 1985) là một chính trị gia và Tổng Bí thư Đảng Cộng sản Liên Xô. Ông đã lãnh đạo Liên Xô từ ngày 13 tháng 2 năm 1984, tới khi ông mất chỉ 13 tháng sau ngày 10 tháng 3 năm 1985. Chernenko cũng là Chủ tịch Đoàn Chủ tịch Xô viết Tối cao từ 11 tháng 4 năm 1984, tới khi ông mất.

## Tuổi trẻ
Chernenko sinh ra trong một gia đình nghèo tại làng Bolshaya Tes (hiện ở Novosyolovo Rayon, Krasnoyarsk Krai). Cha ông, Ustin Demidovich, làm việc tại các mỏ đồng và mỏ vàng còn mẹ ông làm nông nghiệp.
Chernenko gia nhập Komsomol (Liên Đoàn Thanh niên Cộng sản) năm 1929, và trở thành thành viên chính thức của Đảng Cộng sản năm 1931. Từ năm 1930 tới năm 1933, ông phục vụ trong lực lượng biên phòng tại biên giới Trung Quốc-Liên Xô. Sau khi hoàn thành nghĩa vụ quân sự, ông quay trở lại Krasnoyarsk và trở thành một người tuyên truyền. Năm 1933 ông làm việc tại Sở Tuyên truyền của Ủy ban Đảng Quận Novoselovo. Vài năm sau ông được thăng chức lãnh đạo sở này tại Uyarsk Raykom. Chernenko sau đó dần thăng tiến vững chắc qua các cấp bậc đảng; trở thành giám đốc Krasnoyarsk House của Party Enlightenment sau đó vào năm 1939, Phó lãnh đạo Sở AgitProp của Ủy ban Lãnh thổ Krasnoyarsk và cuối cùng, vào năm 1941 ông được chỉ định làm Bí thư Ủy ban Tuyên truyền Đảng Lãnh thổ. Năm 1945, ông hoàn thành một bằng cấp tại một trường huấn luyện của đảng tại Moskva, và vào năm 1953 ông hoàn thành một bằng hàm thụ cho giáo viên.
Thời điểm quyết định trong sự nghiệp của Chernenko là khi ông được chỉ định làm lãnh đạo Sở Tuyên truyền Đảng tại Cộng hòa Xã hội chủ nghĩa Xô viết Moldova năm 1948. Tại đây, ông đã gặp và giành được sự tin cậy của Leonid Brezhnev, Bí thư thứ nhất Cộng hòa Moldova từ năm 1950 tới năm 1952 và lãnh đạo tương lai của Liên Xô. 
Chernenko theo Brezhnev năm 1956 để giữ một chức vụ tuyên truyền tương đương trong Ủy ban Trung ương Đảng Cộng sản Liên Xô tại Moskva. Năm 1960, sau khi Brezhnev được phong làm Chủ tịch Đoàn Chủ tịch Xô viết Tối cao (chức vụ lãnh đạo nhà nước Liên Xô trên danh nghĩa), Chernenko trở thành lãnh đạo bộ máy nhân sự của ông.

### Trong bộ chính trị
Năm 1964 lãnh đạo Liên Xô Nikita Khrushchev bị hạ bệ và được thay thế bởi Leonid Brezhnev. Trong thời Brezhnev giữ chức lãnh đạo Đảng, sự nghiệp của Chernenko tiếp tục thăng tiến. Ông được chỉ định làm lãnh đạo Ban Tổng quát của Uỷ ban Trung ương năm 1965 và được trao trách nhiệm thiết lập chương trình nghị sự của Bộ Chính trị, và chuẩn bị các bản thảo cho các nghị quyết và nghị định của Uỷ ban Trung ương. Ông cũng giám sát các thiết bị điện thoại và truyền tin tại nhiều văn phòng của các thành viên lãnh đạo cấp cao của Đảng. Một trong những công việc khác nữa của ông là ký hàng trăm tài liệu hàng ngày của Đảng, một công việc ông đã làm trong 20 năm tiếp theo. Thậm chí sau khi đã trở thành Tổng Bí thư Đảng, ông vẫn tiếp tục ký các giấy tờ của Ban Tổng quát (khi ông không còn có thể tự ký các tài liệu, một bản fax được dùng thay thế).
Năm 1971 Chernenko trở thành thành viên đầy đủ của Uỷ ban Trung ương: giám sát công việc của Đảng với Phòng thư tín, giải quyết các công việc thư từ. Năm 1976 ông được bầu làm Thư ký Phòng thư tín. Từ năm 1976 trở về sau, ông là một thành viên đầy đủ của Bộ Chính trị, là Ủy viên thường trực của Ban Bí thư, đứng thứ hai sau Tổng bí thư về chức vụ trong Đảng.
Trong những năm cầm quyền cuối cùng của Brezhnev, Chernenko hoàn toàn đảm trách công việc tư tưởng của Đảng: Lãnh đạo các phái đoàn của Liên Xô ở nước ngoài, tháp tùng Brezhnev tới các cuộc gặp gỡ và hội nghị quan trọng, và là một thành viên của Ủy ban sửa đổi Hiến pháp Liên Xô năm 1977. Năm 1979 ông tham gia vào các cuộc đàm phán giới hạn vũ khí tại Vienna.
Sau cái chết của Brezhnev tháng 11 năm 1982, đã có suy đoán rằng vị trí Tổng Bí thư sẽ thuộc về Chernenko, tuy nhiên ông không thu hút đủ sự ủng hộ cho mình bên trong đảng, và vị trí này đã thuộc về cựu lãnh đạo KGB Yuri Andropov.

## Lãnh đạo Liên Xô
Yuri Andropov qua đời tháng 2 năm 1984 khi đang tại nhiệm, chỉ sau 15 tháng cầm quyền. Khi Andropov qua đời, Chernenko được bầu thay thế dù có những lo ngại về sức khoẻ kém của ông, và trái ngược lại với những mong muốn của Andropov (ông nói ông muốn Gorbachev kế vị mình). Yegor Ligachev viết trong hồi ký của mình rằng Chernenko được bầu làm Tổng Bí thư mà không gặp cản trở nào. Tại phiên họp toàn thể của Uỷ ban Trung ương ngày 13 tháng 2 năm 1984, bốn ngày sau khi Andropov qua đời, Chủ tịch Hội đồng Bộ trưởng Liên Xô và thành viên Bộ Chính trị Nikolai Tikhonov đề nghị bầu Chernenko làm Tổng Bí thư và Uỷ ban đã thống nhất bầu ông.
Arkady Volsky, một trợ lý của Andropov và các Tổng Bí thư khác, thuật lại về một thời điểm xảy ra sau một cuộc họp của Bộ Chính trị ngay sau ngày Andropov chết: Khi các thành viên Bộ Chính trị ra khỏi phòng họp, cả Andrei Gromyko hay (trong những tường thuật sau này) Dmitry Ustinov đều được kể rằng đã nắm tay Nikolai Tikhonov và nói: "Tốt rồi, Kostya là một người thích hợp (pokladisty muzhik), mọi người có thể làm việc với anh ta...." Thậm chí điều gây khó chịu lớn hơn là thất bại của Bộ Chính trị trong việc thông qua quyết định cho ông để điều khiển các cuộc họp của Bộ Chính trị khi vắng mặt Chernenko, người có thể được dự đoán là đã bắt đầu bỏ lỡ các phiên họp đó với tần suất ngày càng lớn. Như Nikolai Ryzhkov miêu tả trong hồi ký của mình, "mọi sáng thứ 5 (Mikhail Gorbachev) sẽ ngồi trong văn phòng của mình như một đứa trẻ mồ côi nhỏ - tôi thường hiện diện trong quá trình buồn tẻ đó – chờ đợi một cách lo lắng một cuộc điện thoại gọi tới từ Chernenko đang ốm yếu: Liệu ông có đích thân tới Bộ Chính trị hay sẽ yêu cầu Gorbachev thay mặt cho ông một lần nữa?"
Tại lễ tang Andropov, ông chỉ có thể đọc bài điếu văn. Những người có mặt cố sức hiểu nghĩa của điều ông đang cố diễn đạt trong đó. Ông nói nhanh, nuốt từ, húng hắng và dừng lại nhiều lần để quệt môi và trán. Ông lên trên lễ đài trên Lăng Lenin theo một chiếc thang máy mới được lắp đặt và đi xuống với sự trợ giúp của hai vệ sĩ. Chernenko đã thể hiện một sự quay lại với những chính sách của thời kỳ Brezhnev. Quả thực, ông ủng hộ một vai trò lớn hơn của các Liên đoàn Lao động, và cải cách trong giáo dục và tuyên truyền. Thay đổi nhân sự quan trọng đầu tiên thời Chernenko là việc ông sa thải lãnh đạo General Staff, Nikolay Ogarkov, người đã ủng hộ giảm chi tiêu cho hàng hoá tiêu thụ để dành tiền cho các chi tiêu vào nghiên cứu và phát triển vũ khí.
Về chính sách đối ngoại, ông đã đàm phán một Hiệp ước Thương mại với Cộng hoà Nhân dân Trung Hoa. Dù có những kêu gọi quay lại thời giảm căng thẳng, Chernenko không hành động nhiều để ngăn chặn sự leo thang của Chiến tranh Lạnh với Hoa Kỳ. Ví dụ, năm 1984, Liên bang Xô viết đã ngăn chặn một chuyến thăm tới Tây Đức của lãnh đạo Đông Đức Erich Honecker. Tuy nhiên, cuối mùa thu năm 1984, Hoa Kỳ và Liên Xô đã đồng ý nối lại các cuộc đàm phán kiểm soát vũ khí vào đầu năm 1985. Tháng 11 năm 1984 Chernenko gặp lãnh đạo Công Đảng, Neil Kinnock.
Vì Hoa Kỳ đã tẩy chay Olympic mùa hè năm 1980 được tổ chức tại Moskva, Liên Xô, khi đang ở dưới sự lãnh đạo của bộ máy Chernenko, đã tẩy chay thế vận hội mùa hè năm 1984 được tổ chức tại Los Angeles. Cuộc tẩy chay khiến 14 quốc gia thuộc Khối Đông Âu và các đồng minh gồm cả Liên Xô, Cuba và Đông Đức (nhưng không có Romania) tẩy chay thế vận hội đó. Liên Xô thông báo ý định không tham gia ngày 8 tháng 5 năm 1984, nêu ra những lo ngại về an ninh và nói rằng, "những tình cảm sô vanh và hội chứng chống Liên Xô đang được tạo nên ở Hoa Kỳ", nhưng một số người coi đó là sự trả đũa cho việc Hoa Kỳ tẩy chay Moskva Thế vận hội. Trong số những người phản đối nguyên nhân trả đũa có Peter Ueberroth, người lãnh đạo tổ chức sự kiện, trong một cuộc họp báo và sau khi việc tẩy chay đã được thông báo. Iran là quốc gia duy nhất không tham gia cả Olympic Moskva hay Los Angeles. Cộng hoà Nhân dân Trung Hoa tham gia thi tài tại Los Angeles sau khi tẩy chay Olympic Moskva. Vì các lý do khác nhau, Iran và Libya cũng tẩy chay. Việc tẩy chay được thông báo cùng ngày với sự kiện cuộc Rước đuốc Olympic xuyên Hoa Kỳ bắt đầu diễn ra tại Thành phố New York.
Cuộc tẩy chay đã ảnh hưởng đến một số lượng lớn các cuộc thi của Thế vận hội vốn thường có sự thống trị của các quốc gia vắng mặt. Các quốc gia tẩy chay đã tổ chức một sự kiện khác vào tháng 7-8 năm 1984, gọi là Thế vận hội Hữu nghị.

## Qua đời và Di sản
Mùa thu năm 1984, Chernenko phải vào bệnh viện trong hơn một tháng, nhưng vẫn làm việc như gửi thư tới Bộ Chính trị. Vào mùa hè cùng năm, Chernenko đã đi đến con suối Kislovodsk để dưỡng bệnh, nhưng sức khoẻ của ông vẫn chưa có dấu hiệu cải thiện. Ông đã bị viêm phổi sau chuyến đi này. Chernenko mãi tới cuối mùa thu năm 1984 mới được quay trở về Moskva. Ông trao huân chương cho các nhà du hành vũ trụ và các tác gia trong văn phòng của mình, nhưng không thể đi qua các hành lăng văn phòng và phải ngồi trên chiếc xe lăn.
Tới cuối năm 1984, Chernenko không thể rời Bệnh viện Trung tâm, một cơ sở được canh gác cẩn mật ở tây Moskva, và Bộ Chính trị gắn một chữ ký của fax của ông vào mọi bức thư, như Chernenko đã làm với Andropov khi ông ta đang hấp hối. 
Trong cái được đa số mọi người coi là, thậm chí cả các đối thủ của ông, một hành động độc ác chống lại Chernenko, thành viên Bộ chính trị Viktor Grishin đã lôi Chernenko đang ốm nặng từ giường bệnh tới một phòng bỏ phiếu trong một cuộc bầu cử đầu năm 1985.
Khí thủng của hai lá phổi và lá phổi đã bị hư hại nặng cùng tình trạng bệnh tim trở nên xấu đi đặc biệt nhanh trong ba tuần cuối cùng của tháng 2 năm 1985. Một chứng bệnh khác, bệnh viêm gan mãn tính, hay hỏng gan, phát triển và nó chuyển thành xơ gan. Chứng bệnh này và những thay đổi loạn dưỡng trong các cơ quan và tế bào khiến sức khoẻ của ông ngày càng kém đi. Lúc 3:00 giờ chiều ngày 10 tháng 3 ông rơi vào một cơn hôn mê, và lúc 7:20 tối ông đã trút hơi thở cuối cùng vì suy tim. Ông trở thành lãnh đạo thứ ba của Liên Xô qua đời chỉ trong hai năm, và ngay khi được thông báo vào lúc nửa đêm về cái chết của ông, Tổng thống Hoa Kỳ Ronald Reagan đã phản ứng: "Làm sao mà tôi có thể tạo dựng mối quan hệ tốt đẹp với người Nga khi bọn họ cứ liên tục chết đi như vậy?"
Ông được chôn cất với tang lễ cấp quốc gia và được chôn tại Nghĩa trang Kremlin.
Dấu ấn của Chernenko—hay sự vắng mặt của nó—là rõ ràng trong cách miêu tả cái chết của ông trên báo chí Liên Xô. Các tờ báo Liên Xô tường thuật những câu chuyện về cái chết của ông và việc lựa chọn Gorbachev trong cùng một ngày. Các tờ báo đều có một khuôn mẫu chung: trang một thông báo phiên họp toàn thể của Uỷ ban Trung ương ngày 11 tháng 3 bầu Gorbachev và in tiểu sử vị lãnh đạo mới cùng một bức ảnh lớn của ông; trang 2 thông báo cái chết của Chernenko và thông cáo chính thức.
Sau cái chết của một lãnh đạo Liên Xô những người kế tục ông theo phong tục phải mở két của người tiền nhiệm và xem xét bên trong đó. Khi Gorbachev mở két của Chernenko, trong đó có một cặp file nhỏ gồm các giấy tờ cá nhân và nhiều tập tiền lớn, tiền cũng được tìm thấy trong ngăn bàn ông.
Chernenko được tặng thưởng Huân chương Lao động Cờ đỏ; 1976, năm 1981 và năm 1984 ông được tặng Anh hùng Lao động Xã hội chủ nghĩa: trong dịp này, Bộ trưởng quốc phòng Ustinov đã coi vai trò của ông như một "nhân vật chính trị kiệt xuất, người kế tục và trung thành với lý tưởng của Lenin vĩ đại"; năm 1981 ông được tặng thưởng huân chương cao quý nhất của Bulgaria và vào năm 1982 ông được nhận Giải thưởng Lenin vì đóng góp vào "Nhân quyền trong Xã hội Xô viết" của ông.
Trong cuộc hôn nhân đầu tiên ông có một con trai, Albert, người sau này nổi tiếng ở Liên Xô với tư cách một nhà lý thuyết pháp luật. Người vợ thứ hai của ông, Anna Dmitrevna Lyubimova (sinh năm 1913), lấy ông năm 1944, sinh cho ông hai con gái, Yelena (làm việc trong Viện lịch sử Đảng), Vera (làm việc tại Đại sứ quán Liên Xô ở Washington, DC tại Hoa Kỳ), và một con trai, Vladimir, là một biên tập viên của Goskino.
Ông có một Gosdacha tại Troitse-Lykovo được đặt tên là Sosnovka-3 bên dòng sông Moskva với một bãi tắm riêng, còn Sosnovka-1 là của Mikhail Suslov.